# Aglio (cognome)
Aglio è un cognome di lingua italiana.

## Varianti
Agli, Agliani, Agliardi, Aglieri, Aglietta, Aglini, Aglioni, Alione, Alli, Alliata, Allione, Allioni, Capodaglio.

## Origine e diffusione
Cognome tipicamente panitaliano, è presente prevalentemente in Italia meridionale.
Potrebbe derivare dal nome della pianta, dal latino allium, "spicchio d'aglio", o dal prenome germanico Alo, da athal, "nobile", o dal latino alia, "altro". È affine al cognome Scordia.
La variante Allioni è centro-settentrionale.

## Persone
- Agostino Aglio – pittore, disegnatore, incisore e litografo italiano
- Andrea Salvatore Aglio – pittore e scultore svizzero
- Domenico Aglio – scultore italiano